# 丹波国分寺
丹波国分寺（たんばこくぶんじ）は、京都府亀岡市千歳町国分にある浄土宗の寺院。山号は護国山。本尊は薬師如来。
奈良時代に聖武天皇の詔により日本各地に建立された国分寺のうち、丹波国国分僧寺の後継寺院にあたる。本項では現寺院とともに、古代寺院跡である丹波国分寺跡（国の史跡）・丹波国分尼寺跡（史跡指定なし）についても解説する。

## 歴史
創建は不詳。出土瓦から実際の創建は奈良時代末期と見られている。国分寺の付近は古代丹波国の中心地で、現在も丹波国一宮の出雲大神宮や千歳車塚古墳などが残る。
『延喜式』主税上では、丹波国の国分寺料として稲4万束があてられた旨が記載されている。発掘調査からは平安時代末期頃の再建が認められるほか、平安時代後期の薬師如来坐像が本尊として伝わっているが、文献上ではその後の経緯は明らかでない。
寺伝では、戦国時代に明智光秀の兵火により焼失したため、安永3年（1774年）に護勇比丘によって現本堂が再建されたという。ただし、国分寺には元禄14年（1701年）銘の鰐口が伝わることから、それ以前には復興されていたと考えられている。
現在は亀岡市の専念寺により管理されている。

## 境内
現在の本堂・鐘楼・山門は、安永3年（1774年）の建立。いずれも亀岡市指定文化財に指定されている。
また境内には次の名木がある。
- オハツキイチョウ（雌）
胸高幹周4.3メートル、樹高22メートル（1996年1月の調査時点）[3]。乳イチョウとして知られる。亀岡市指定天然記念物、京都の自然200選、亀岡の自然100選選定。
- カゴノキ（雄）
胸高幹周3.3メートル、樹高13メートル（1996年1月の調査時点）[3]。亀岡市指定天然記念物。
- ムクノキ
胸高幹周6.36メートル、樹高25メートル（1996年1月の調査時点）[3]。亀岡市指定天然記念物。
- イヌマキ
胸高幹周2.2メートル、樹高8メートル（1996年1月の調査時点）[3]。

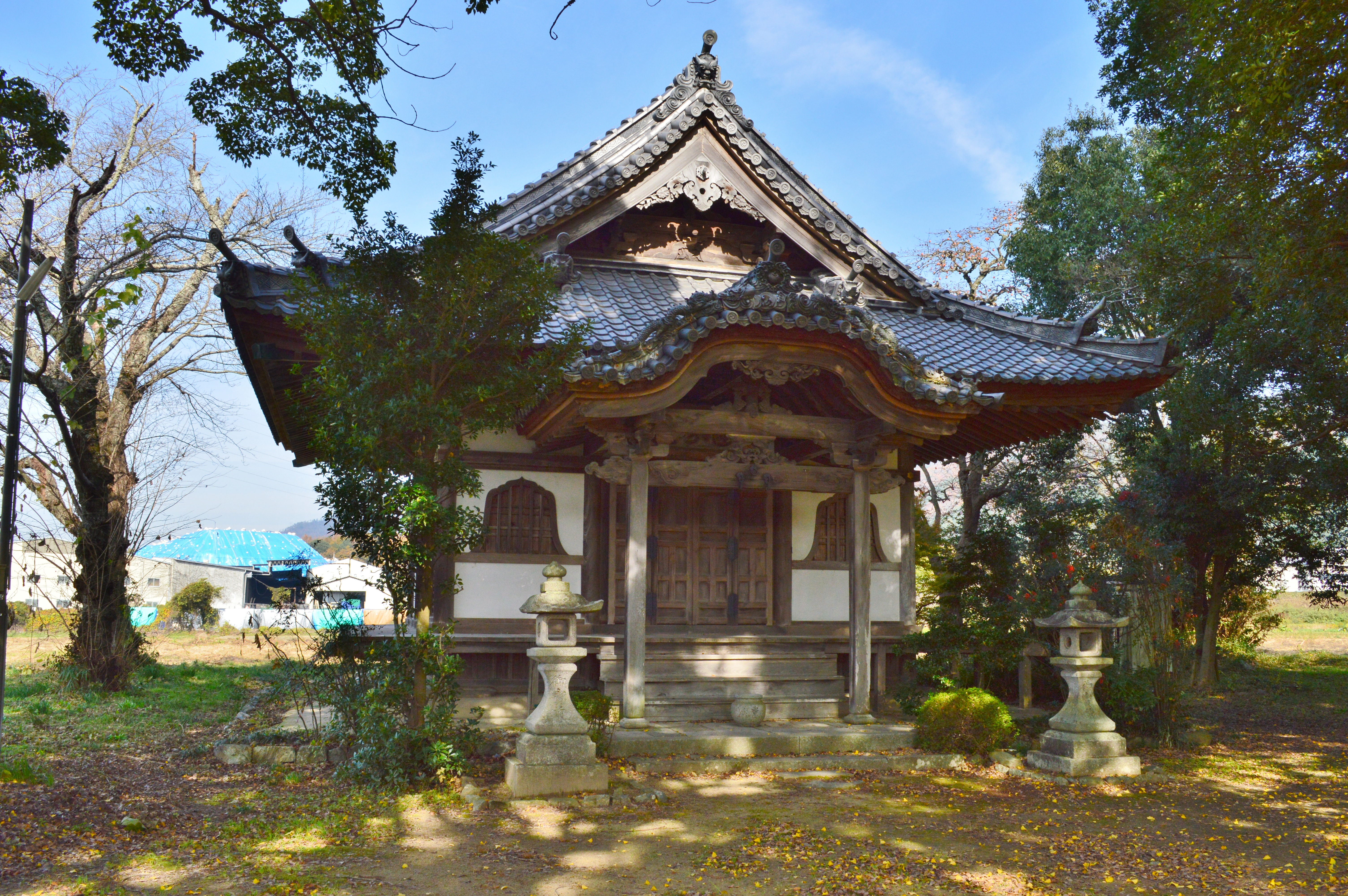
本堂（亀岡市指定文化財）
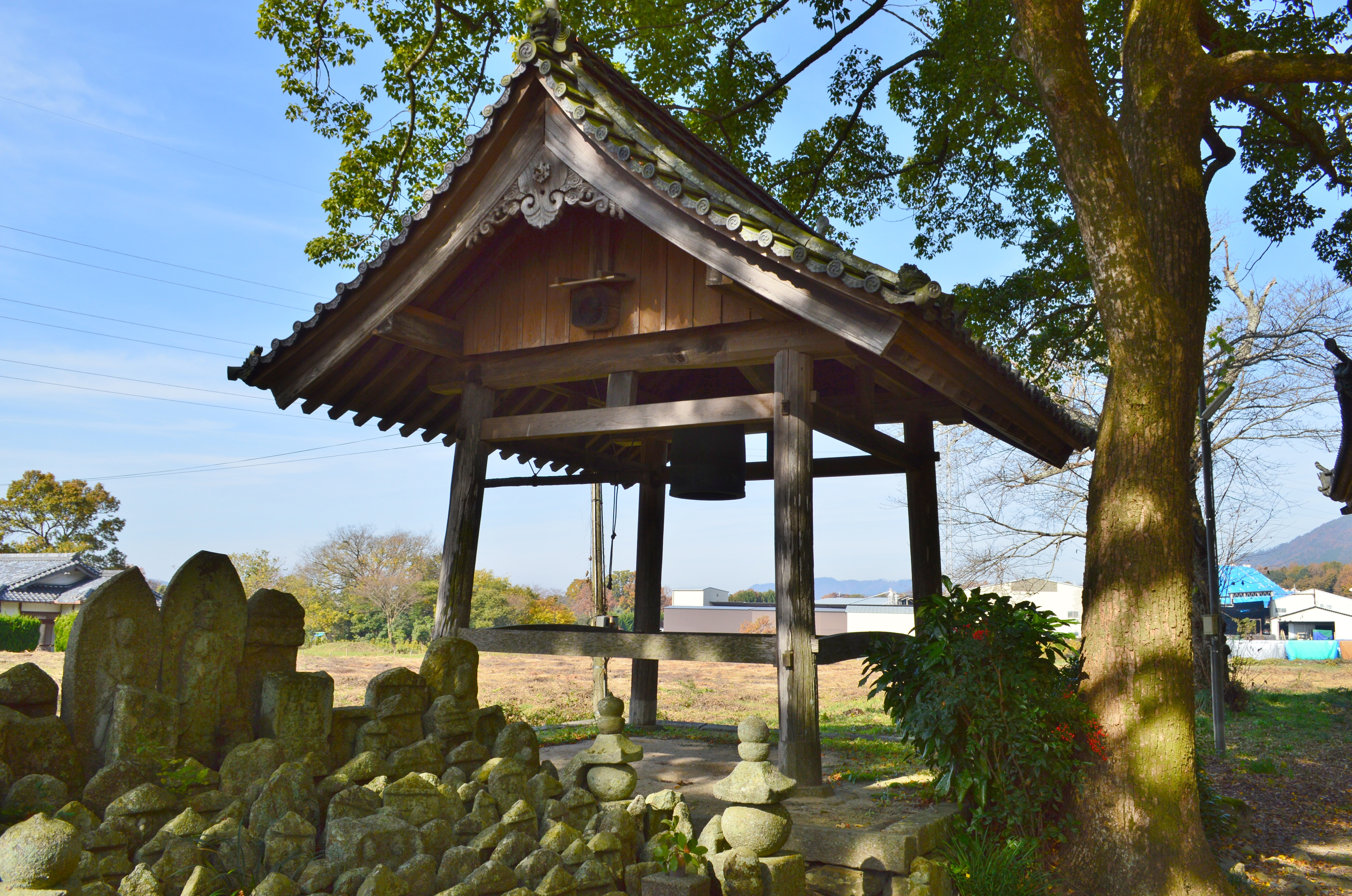
鐘楼（亀岡市指定文化財）
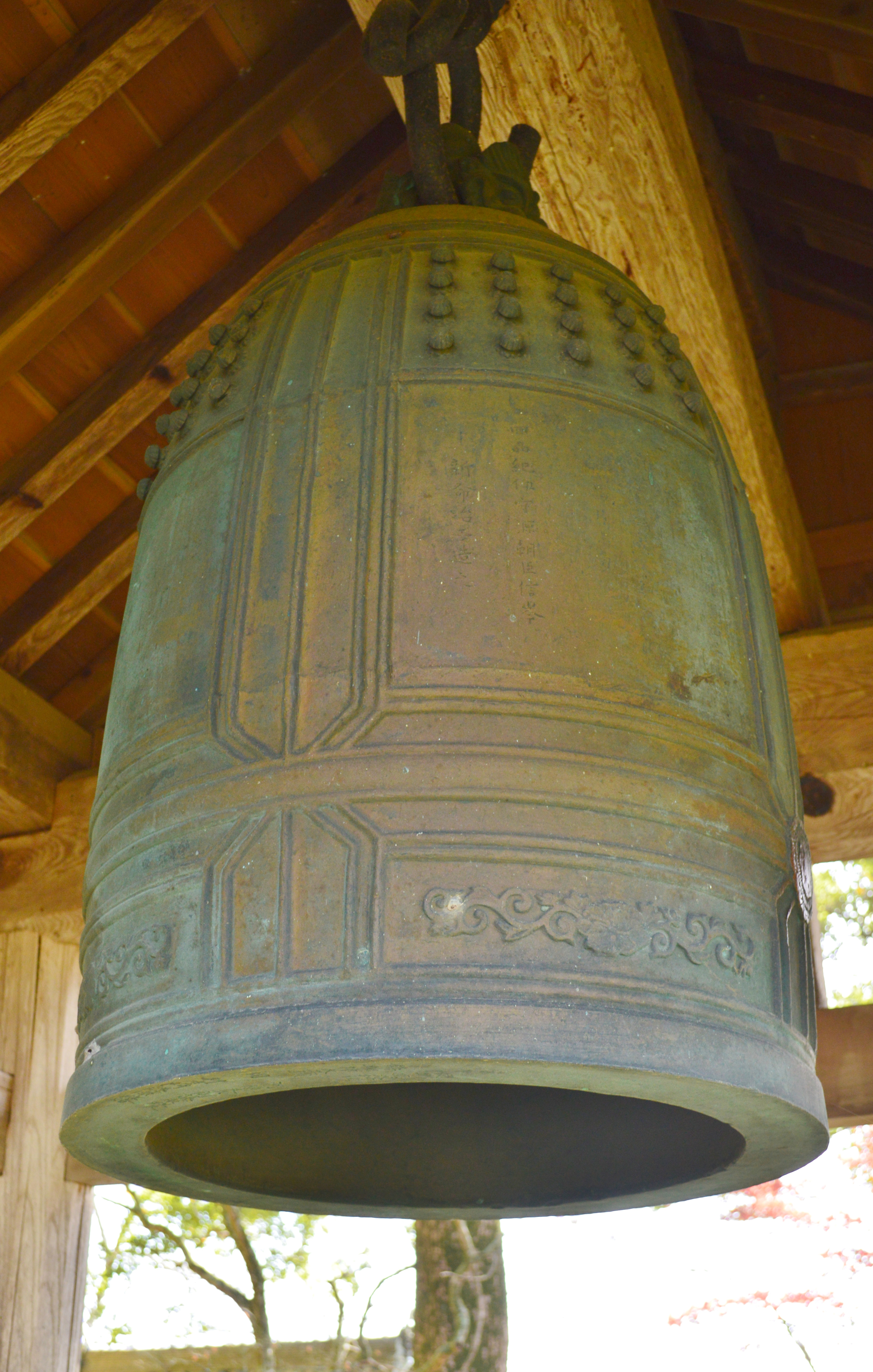
梵鐘（亀岡市指定文化財）
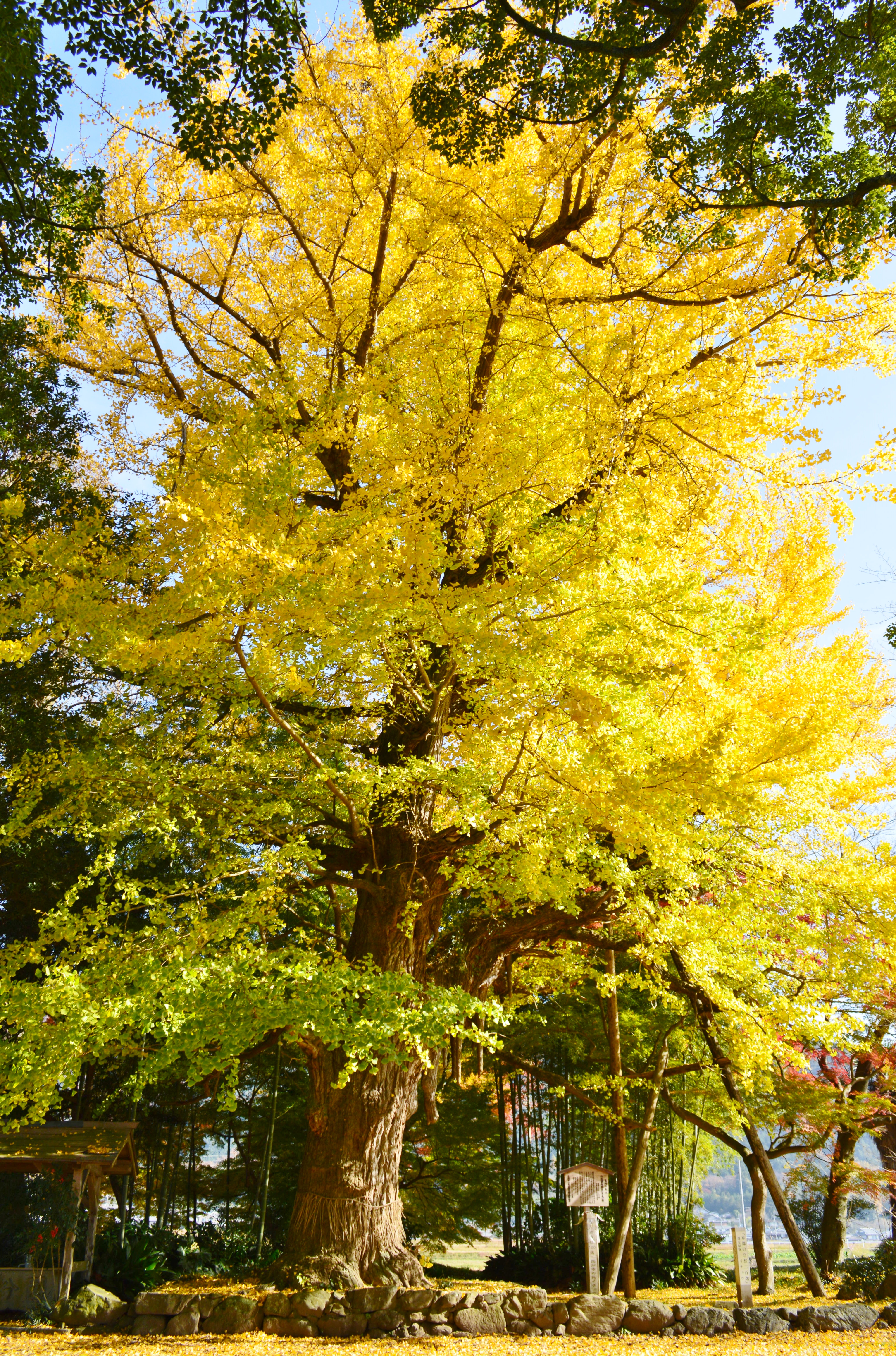
イチョウ（亀岡市指定天然記念物）
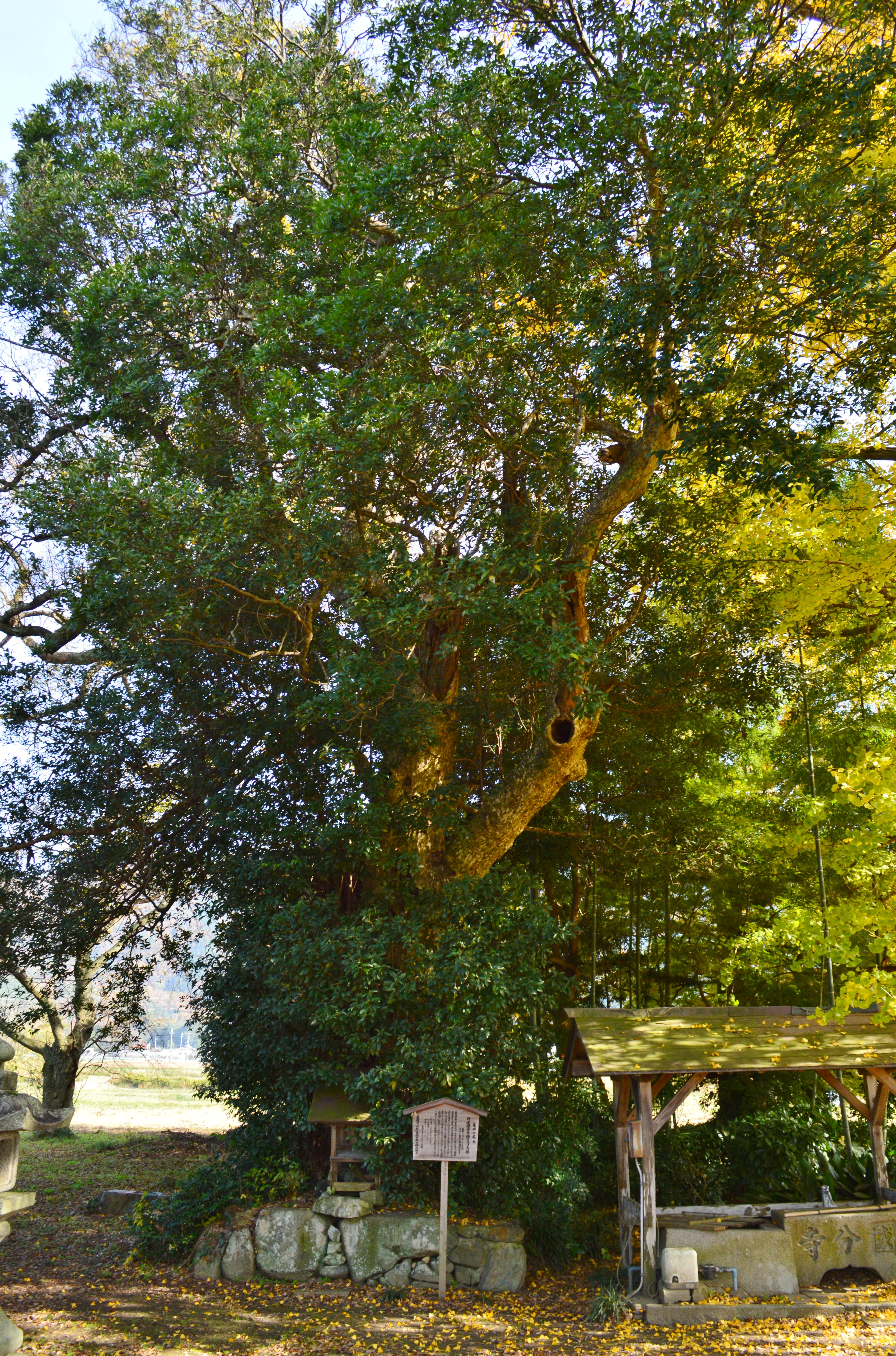
カゴノキ（亀岡市指定天然記念物）
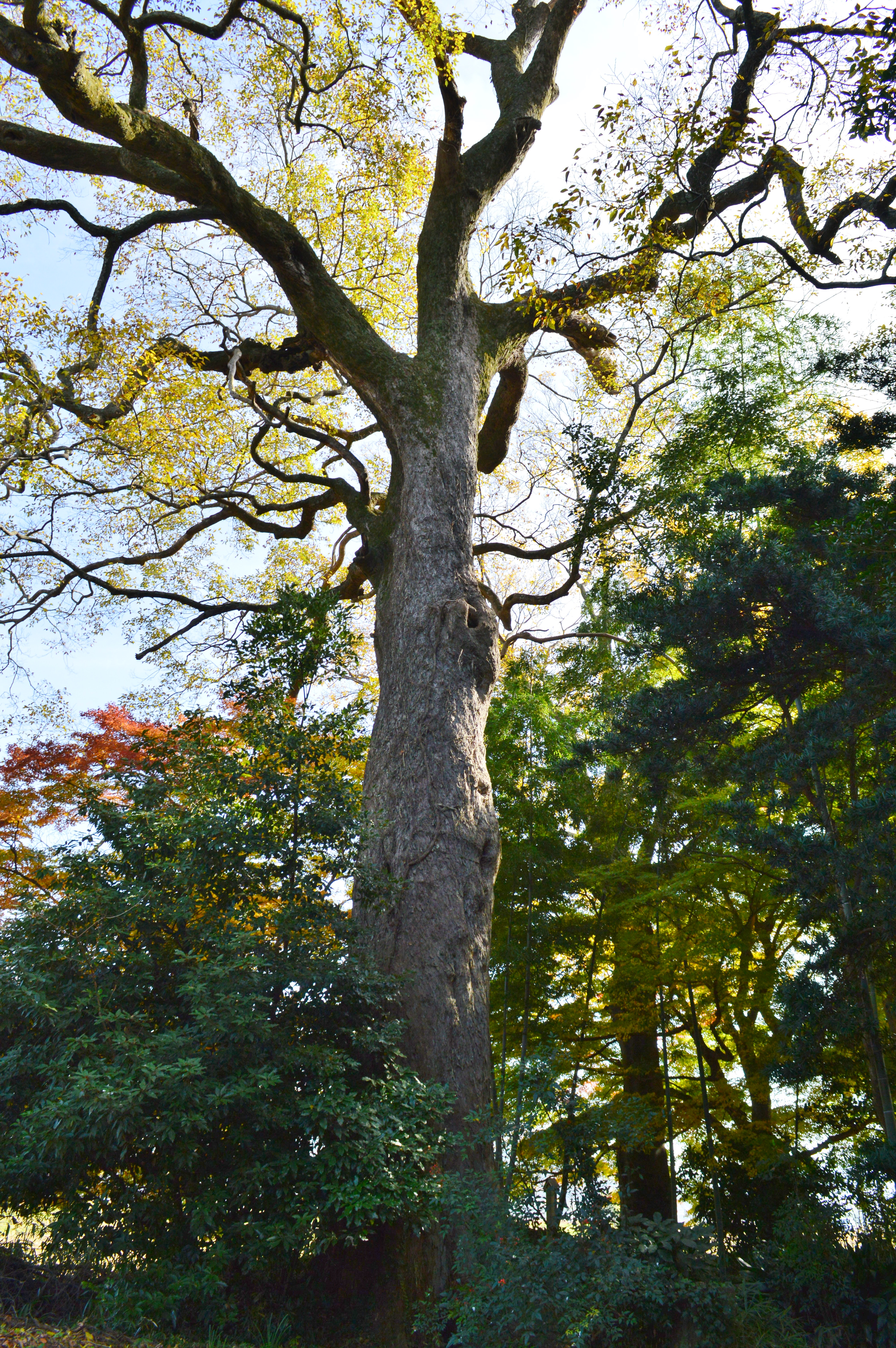
ムクノキ（亀岡市指定天然記念物）
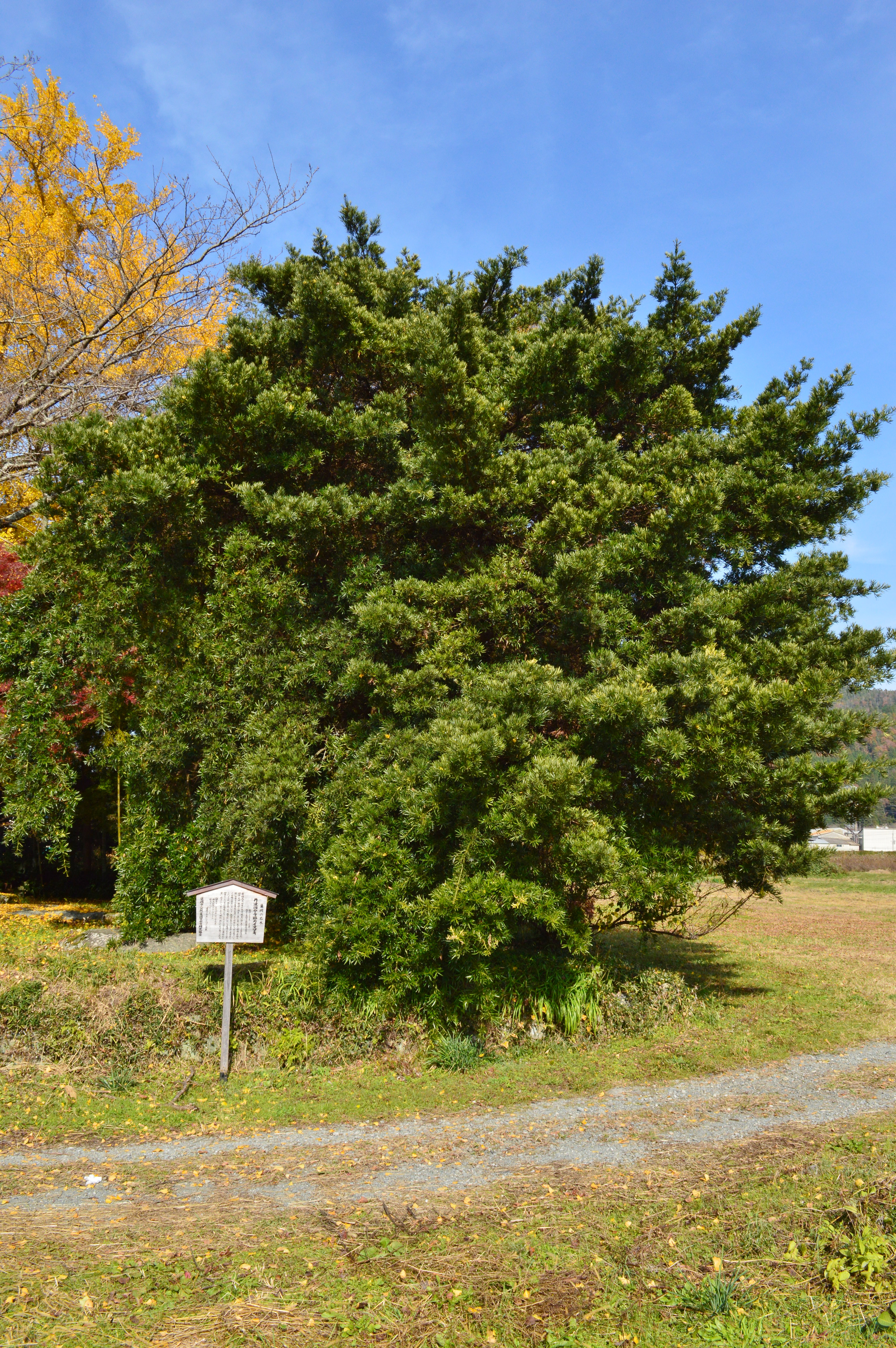
イヌマキ
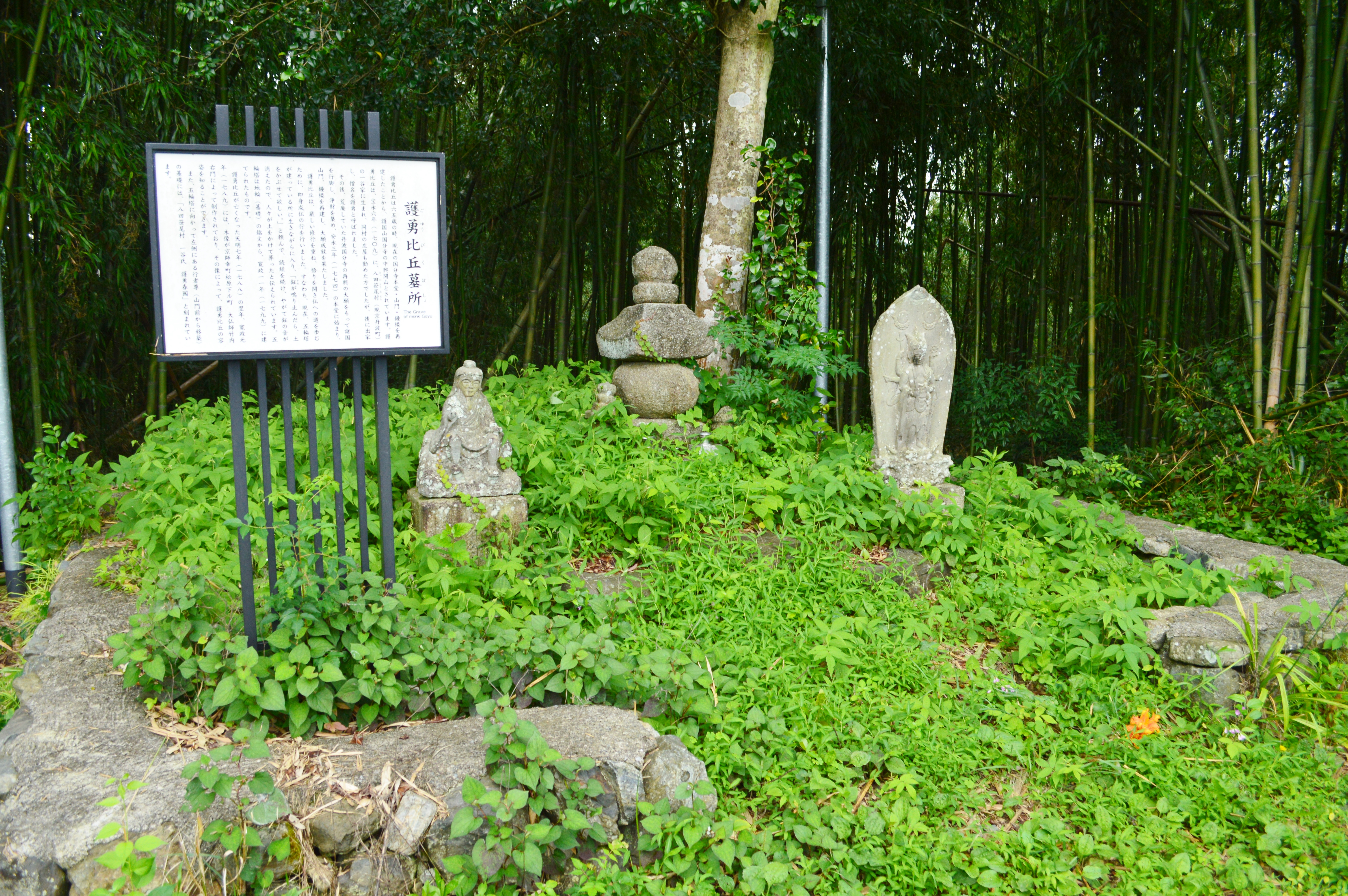
護勇比丘墓所

## 丹波国分寺跡

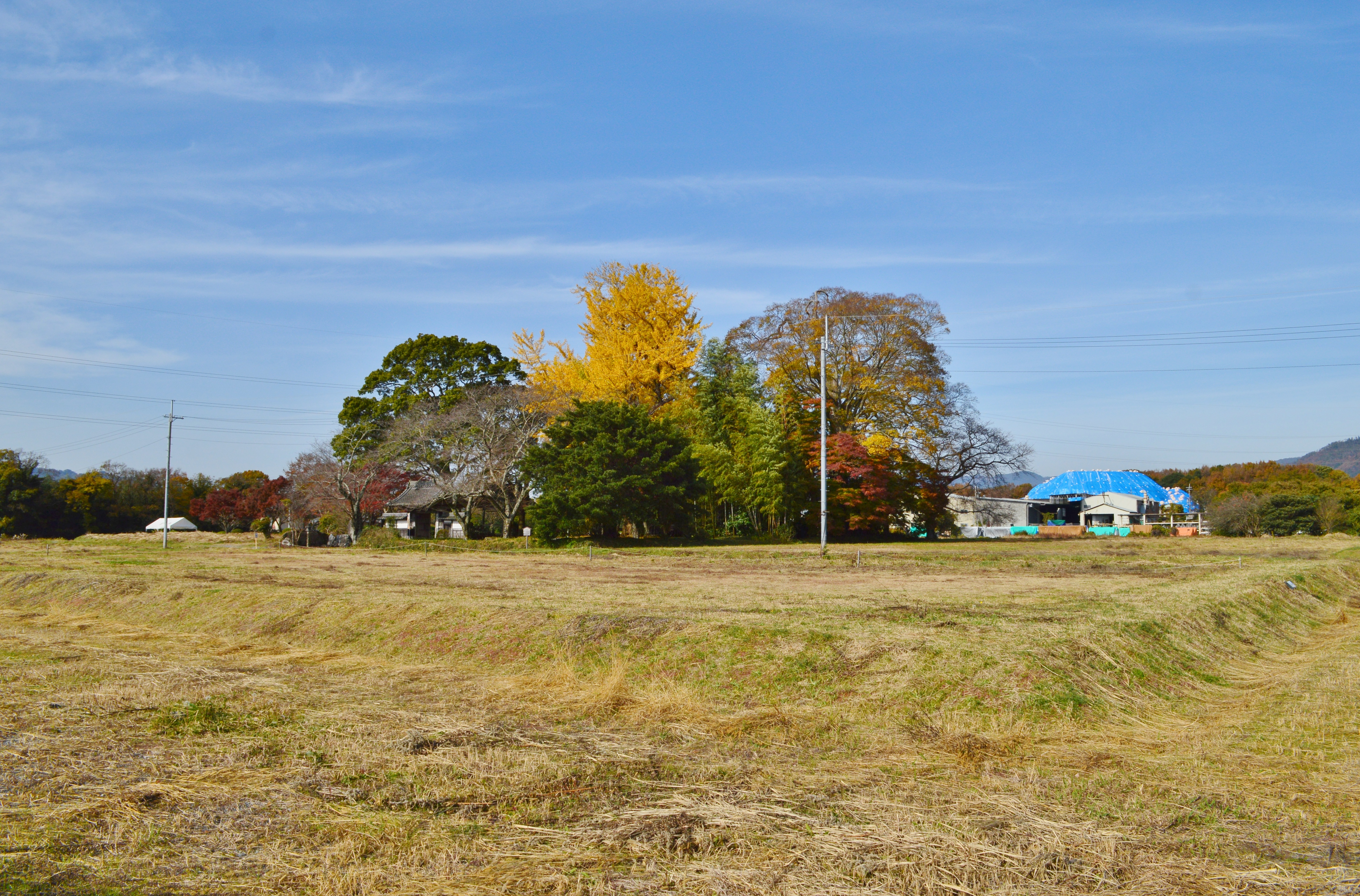
丹波国分寺跡 遠景手前に回廊跡、奥の樹叢に主要伽藍跡と現境内。

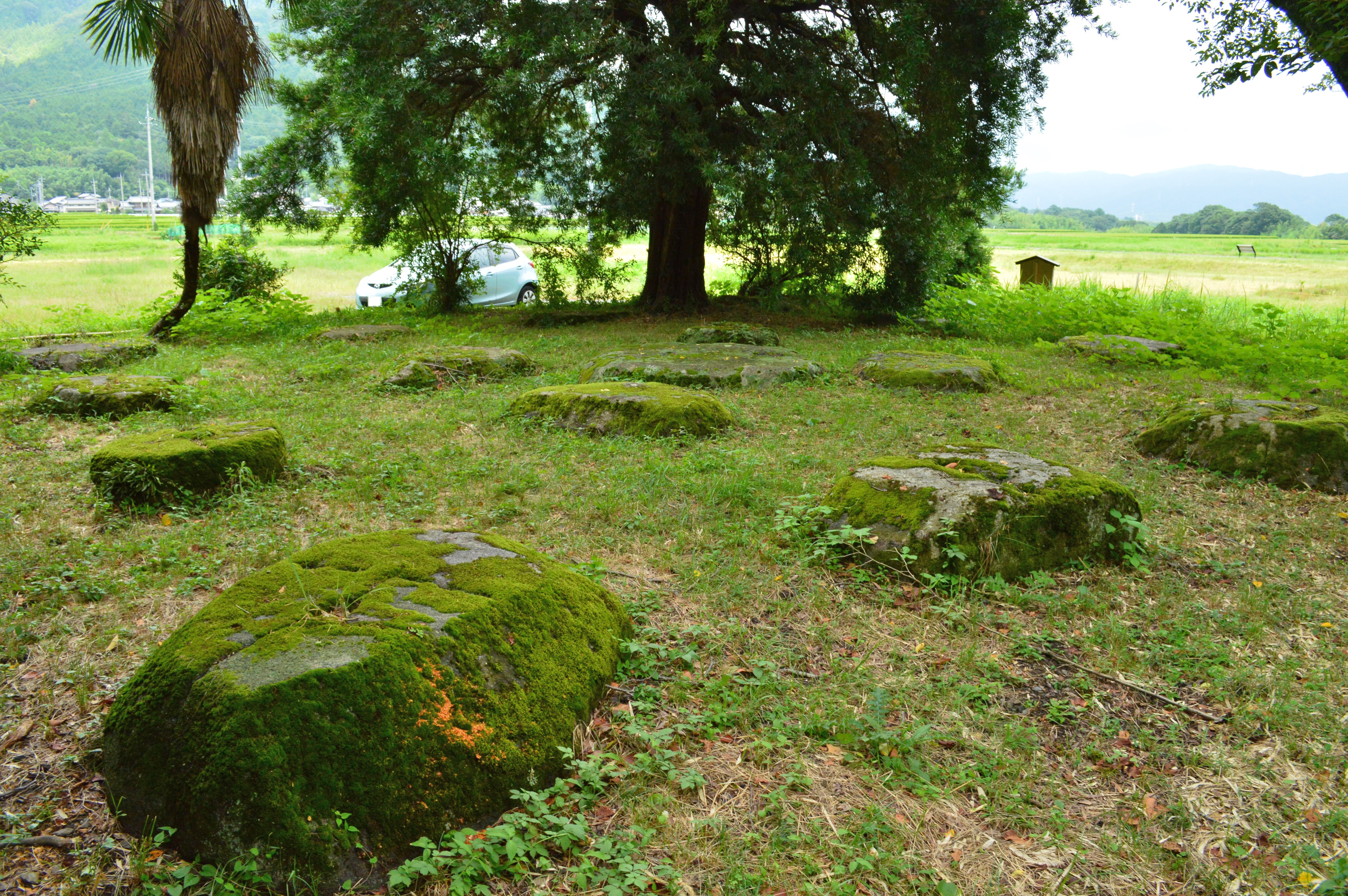
七重塔跡礎石17個が完存。

僧寺跡の寺域は2町四方（約218メートル四方）。昭和57年（1982年）に始まる発掘調査により、金堂・塔（七重塔）・中門・僧房・鐘楼等の遺構や、鎮守社の八幡神社と見られる遺構が認められている。西に金堂、東に塔を配した法起寺式伽藍配置である。これらを取り囲み回廊が巡らされた（ただし回廊は南面のみで他3面は築地の可能性が指摘される）。主な遺構は次の通り。
金堂
現境内の南西、山門西側に位置する。創建当初の基壇は瓦積基壇、平安時代末期頃の再建時の基壇は乱石積基壇で、位置は重複する。瓦積基壇は南辺25メートルを検出。乱石積基壇は東西19.6メートル、南北15.4メートル、高さ約1.2メートルで、南面中央に幅9.5メートルの階段4段を有する。乱石積基壇上の再建建物の推定規模は東西桁行15.8メートル、南北梁行11.6メートルで、桁行5間・梁行4間。この再建建物は鎌倉時代後期に焼失したと推測されている。
塔（七重塔）
現境内の南東、山門東側に位置する。金堂同様に、基壇は創建当初のものと平安時代末期の再建時のものが検出されている。基壇の規模は創建当初で15.6メートル四方、再建時で16.4メートル四方。基壇上には建物跡として出柄式の礎石17個が完存する。塔の初層の一辺は8.9メートル、中央間は3.1メートルで脇間は2.9メートルになる。
講堂
現本堂と重複。瓦積基壇で、東西32.8メートル、南北20.9メートル。基壇上の建物は東西桁行26.8メートル、南北梁行14.9メートルで、桁行7間・梁行4間。
僧房
現本堂北側で確認。瓦積基壇。基壇上の建物としては、東西桁行の柱間は3.6メートル、南北梁行の柱間のうち北側3間は3.3メートルで南側1間は3メートル。これより、南側1間は通路部分と推定される。
なお付近の愛宕神社（亀岡市千歳町国分）には境内社に八幡宮神社があるが、同神社は天保6年（1835年）に国分寺鎮守社を遷座したものと伝える。また亀岡市の蔵垣内遺跡（くらがちいせき）では、子院と見られる遺構が見つかっている。

## 丹波国分尼寺跡

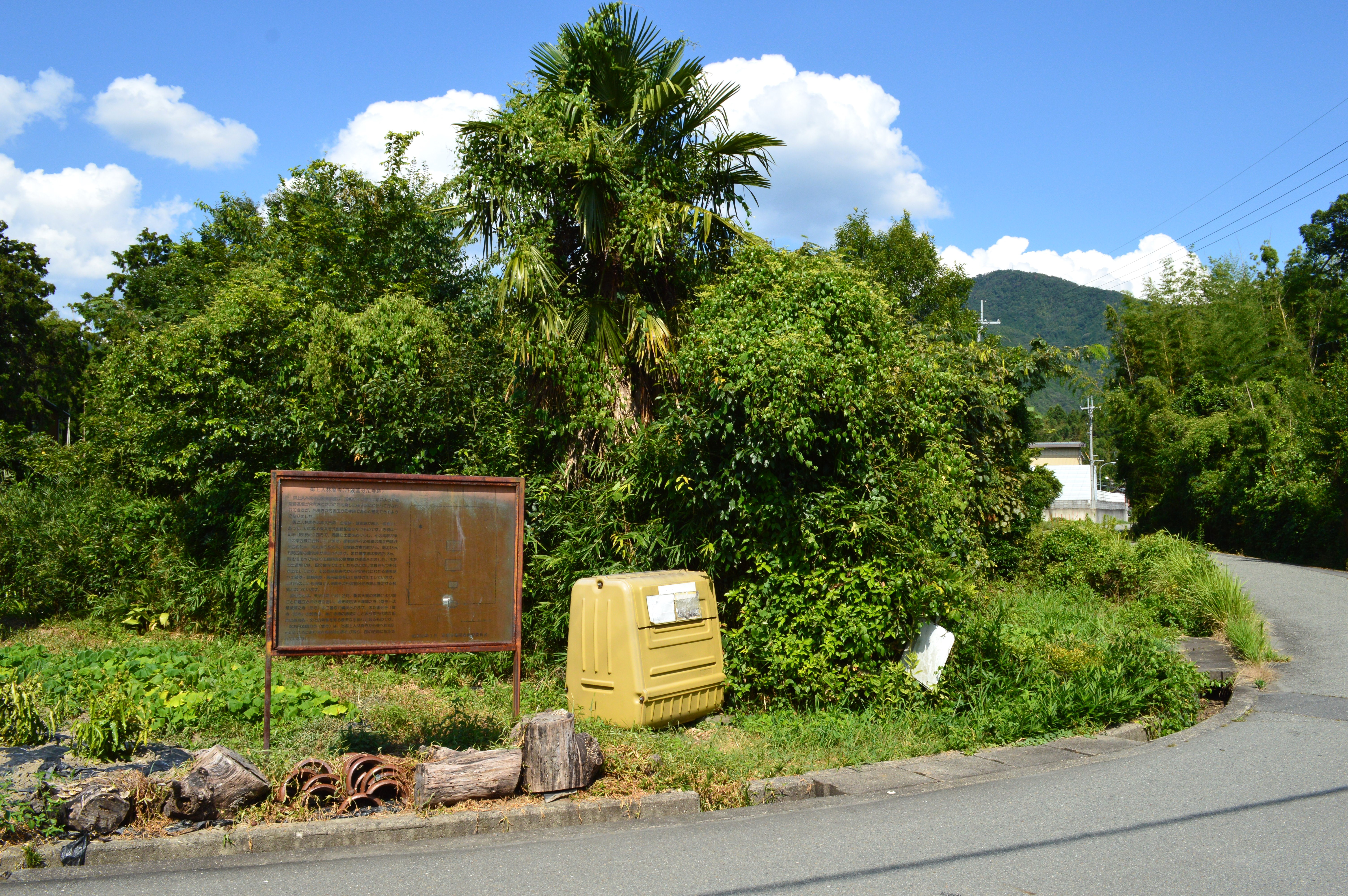
御上人林廃寺跡
（亀岡市河原林町河原尻）尼寺跡に比定。画像の説明板は南大門跡付近。

尼寺跡は、国分寺の西約450メートルにある河原林町河原尻の御上人林廃寺跡（おしょうにんばやしはいじあと）に比定される。僧寺とは古代の山陰道を挟んで位置し、寺域の南限は僧寺跡と同じ条里線上にある。史跡整備等はされておらず、現在は説明板が残る程度である。
寺域は1町半四方（約165メートル四方）。伽藍は南大門・中門・金堂・講堂が南北一直線上に並ぶ東大寺式伽藍配置である。主な遺構は次の通り。
金堂
東西約27メートル、南北約18メートル。桁行5間・梁行4間と推定。
講堂
東西25.8メートル、南北16.8メートル。桁行5間・梁行4間。
南大門
東西約15メートル、南北約10メートル。
この御上人林廃寺跡からは国分寺跡と同じ文様の瓦が出土したほか、奈良時代から平安時代にかけての土器類が出土している。

## 文化財

### 重要文化財（国指定）
- 木造薬師如来坐像（彫刻） - 平安時代後期の作。1917年（大正6年）4月5日指定[6]。

### 国の史跡
- 丹波国分寺跡 附 八幡神社跡
1928年（昭和3年）2月17日指定、2006年（平成18年）1月26日に史跡範囲の追加指定（寺域ほぼ全域）[7][3]、2017年（平成29年）10月13日に史跡範囲の追加指定（既指定地南側）[8][9]、2018年（平成30年）2月13日・2018年（平成30年）10月15日・2019年（平成31年）2月26日に史跡範囲の追加指定[10][11][12]。

### 亀岡市指定文化財
- 有形文化財
  - 国分寺本堂・山門・鐘楼（建造物） - 1992年（平成4年）5月12日指定[13]。
  - 旧呉服町火の見の鐘（工芸品） - 1970年（昭和45年）3月31日指定[13]。
- 天然記念物
  - 国分寺境内地イチョウ - 1986年（昭和61年）3月31日指定[13]。
  - 丹波国分寺跡のカゴノキ - 2002年（平成14年）6月28日指定[13]。
  - 丹波国分寺跡のムクノキ - 2002年（平成14年）6月28日指定[13]。

## 現地情報
所在地
- 国分寺（旧・現）：京都府亀岡市千歳町国分桜久保25
- 国分尼寺（旧）：京都府亀岡市河原林町河原尻（北緯35度02分28.32秒 東経135度34分25.38秒 / 北緯35.0412000度 東経135.5737167度）

関連施設
- 亀岡市文化資料館（京都府亀岡市古世町中内坪） - 丹波国分寺跡の出土品等を展示。

交通アクセス（国分寺まで）
- バス
  - 亀岡駅または千代川駅（JR西日本嵯峨野線）から、亀岡市ふるさとバスで「国分」バス停下車 （下車後徒歩約5分）
- 車
  - 京都縦貫自動車道 亀岡ICから約20分

## 関連文献
（記事執筆に使用していない関連文献）
- 「丹波國分寺址」『京都府史蹟勝地調査會報告 第一冊』京都府、1919年。 - リンクは国立国会図書館デジタルコレクション。